# スビ・ミハイリュク
スビャトスラフ・ユリヨビッチ・ミハイリュク（Sviatoslav Yuriyovych Mykhailiuk, 1997年6月10日 - ）は、ウクライナ・チェルカースィ州チェルカースィ出身のプロバスケットボール選手。NBAのユタ・ジャズに所属している。ポジションはスモールフォワードまたはシューティングガード。

## 経歴

### カレッジ
2012年から2014年までウクライナ・バスケットボール・スーパーリーグのチェルカースィ・マブピーでプレーしていたが、その後アメリカの大学への進学を決断。バージニア大学、カンザス大学、オレゴン大学、アイオワ州立大学からオファーを受け、カンザス大学への進学を決めた。大学で3年目のシーズン終了後に2017年のNBAドラフトにアーリーエントリーしたが、どこからも指名されなかった。その後大学に戻ってもう1年プレーし、2018年のNBAドラフトへエントリーした。

### ロサンゼルス・レイカーズ
2018年のNBAドラフトにて2巡目全体47位でロサンゼルス・レイカーズから指名され、7月10日にレイカーズと契約した。

### デトロイト・ピストンズ
2019年2月6日にレジー・ブロックとのトレードで、将来のドラフト2巡目指名権と共にデトロイト・ピストンズへ移籍した。

### オクラホマシティ・サンダー
2021年3月13日にハミドゥ・ディアロとのトレードで、2027年のドラフト2巡目指名権と共にオクラホマシティ・サンダーへ移籍した。

### トロント・ラプターズ
2021年8月30日にトロント・ラプターズとの2年総額360万ドルの契約に合意した。2年目はチームオプションとなる。
2021-22シーズン、56試合に出場平均12.8分間の出場で4.6得点、1.6リバウンドを記録したが、終了後にチームオプションを破棄され、FAとなった。

### ニューヨーク・ニックス
2022年9月18日にニューヨーク・ニックスと単年契約を結んだ。

### シャーロット・ホーネッツ
2023年2月9日にジョシュ・ハートが絡む4チーム間のトレードでシャーロット・ホーネッツへ移籍した。同月15日のサンアントニオ・スパーズ戦でホーネッツデビューを果たして12得点、2リバウンドを記録し、チームは120-110で勝利した。

### ボストン・セルティックス
2023年8月31日にボストン・セルティックスとの単年契約を結んだ。このシーズン、チームはNBAファイナルまで進出し、自身初かつフランチャイズ18度目となるNBAチャンピオンを獲得した。なお、ウクライナ人選手がNBAチャンピオンを獲得したのは、スタニスラフ・メドベデンコに次いで史上2人目であった。

### ユタ・ジャズ
2024年8月13日にユタ・ジャズとの契約に合意した。2025年4月12日のオクラホマシティ・サンダー戦でキャリアハイとなる27得点を記録した。

## 人物
2022年2月に2022年ロシアのウクライナ侵攻に際して同じウクライナ出身のアレックス・レンと共に声明文を発表し、ロシアを非難するとともに「祖国のために断固として闘う」と表明した。

## 個人成績

### NBA

#### レギュラーシーズン
| シーズン | チーム | GP  | GS | MPG  | FG%  | 3P%  | FT%  | RPG | APG | SPG | BPG | PPG  |
| -------- | ------ | --- | -- | ---- | ---- | ---- | ---- | --- | --- | --- | --- | ---- |
| 2018–19  | LAL    | 39  | 0  | 10.8 | .333 | .318 | .600 | .9  | .8  | .3  | .0  | 3.3  |
| 2018–19  | DET    | 3   | 0  | 6.7  | .250 | .500 | ---  | .7  | 1.3 | .3  | .0  | 2.0  |
| 2019–20  | DET    | 56  | 27 | 22.6 | .410 | .404 | .814 | 1.9 | 1.9 | .7  | .1  | 9.0  |
| 2020–21  | DET    | 36  | 5  | 17.6 | .377 | .333 | .800 | 2.1 | 1.6 | .8  | .2  | 6.9  |
| 2020–21  | OKC    | 30  | 9  | 23.0 | .438 | .336 | .700 | 3.0 | 1.8 | .8  | .2  | 10.3 |
| 2021–22  | TOR    | 56  | 5  | 12.8 | .389 | .306 | .865 | 1.6 | .8  | .5  | .1  | 4.6  |
| 2022–23  | NYK    | 13  | 0  | 3.1  | .500 | .600 | .600 | .5  | .1  | .1  | .0  | 1.6  |
| 2022–23  | CHA    | 19  | 8  | 22.5 | .441 | .404 | .676 | 2.4 | 2.7 | .7  | .2  | 10.6 |
| 2023–24  | BOS    | 41  | 2  | 10.1 | .416 | .389 | .667 | 1.2 | .9  | .3  | .0  | 4.0  |
| 2024–25  | UTA    | 38  | 13 | 20.0 | .391 | .345 | .800 | 2.4 | 2.0 | .5  | .2  | 8.8  |
| 通算     | 通算   | 331 | 69 | 16.3 | .402 | .360 | .765 | 1.8 | 1.4 | .5  | .1  | 6.6  |

#### プレーオフ
| シーズン | チーム | GP | GS | MPG | FG%  | 3P%  | FT%   | RPG | APG | SPG | BPG | PPG |
| -------- | ------ | -- | -- | --- | ---- | ---- | ----- | --- | --- | --- | --- | --- |
| 2022     | TOR    | 3  | 0  | 1.7 | .000 | .000 | 1.000 | .3  | .0  | .0  | .0  | .3  |
| 2024     | BOS    | 8  | 0  | 4.0 | .250 | .222 | ---   | .6  | .1  | .1  | .0  | 1.0 |
| 通算     | 通算   | 11 | 0  | 3.4 | .214 | .182 | 1.000 | .5  | .1  | .1  | .0  | .8  |

### カレッジ
| シーズン | チーム   | GP  | GS | MPG  | FG%  | 3P%  | FT%  | RPG | APG | SPG | BPG | PPG  |
| -------- | -------- | --- | -- | ---- | ---- | ---- | ---- | --- | --- | --- | --- | ---- |
| 2014–15  | カンザス | 26  | 6  | 11.2 | .306 | .288 | .833 | 1.2 | .7  | .3  | .0  | 2.8  |
| 2015–16  | カンザス | 35  | 0  | 12.8 | .450 | .402 | .680 | 1.3 | .9  | .3  | .1  | 5.4  |
| 2016–17  | カンザス | 36  | 25 | 27.3 | .443 | .398 | .702 | 3.0 | 1.3 | .9  | .3  | 9.8  |
| 2017–18  | カンザス | 39  | 39 | 34.5 | .434 | .444 | .804 | 3.9 | 2.7 | 1.2 | .3  | 14.6 |
| 通算     | 通算     | 136 | 70 | 22.6 | .428 | .409 | .746 | 2.5 | 1.5 | .7  | .2  | 8.7  |